# Johann Promintzer
Johann Promintzer ist ein ehemaliger österreichischer Fußballspieler.

## Karriere

### Vereine
Promintzer stürmte bis 1967 in Frauenkirchen für den dort ansässigen SC Frauenkirchen in der drittklassigen Landesliga Burgenland, bevor er zur Saison 1967/68 zum SK Rapid Wien wechselte. Doch in der Nationalliga, der seinerzeit höchsten Spielklasse im österreichischen Fußball, wurde er nicht eingesetzt. Seine einzigen Spiele für den Verein bestritt er am 22. und 29. Juli 1967 in der Gruppe B1 beim 4:3-Sieg gegen den IFK Norrköping und bei der 1:2-Niederlage gegen den 1. FC Lokomotive Leipzig bei der Premiere des Wettbewerbs um den Intertoto-Cup.
Danach kehrte er zum SC Frauenkirchen zurück, für den er bis Saisonende 1971/72 spielte und am Saisonende 1968/69 die regionale Meisterschaft in der burgenländischen Landesliga gewann.  

### Nationalmannschaft
Promintzer kam 1967 für die Amateurnationalmannschaft im Wettbewerb um den UEFA Amateur Cup zum Einsatz, an dessen Ende der Pokalgewinn stand. Am 18. Juni gehörte er der Finalmannschaft an, die in Palma mit 2:1 über die Amateurnationalmannschaft Schottlands gewann.

## Erfolge
- Europameister der Amateure 1967
- Österreichischer Meister 1968 (ohne Einsatz)
- Meister Landesliga Burgenland 1969